# サラマンドラ (ウルトラ怪獣)
サラマンドラは、特撮テレビドラマ『ウルトラマン80』をはじめとする「ウルトラシリーズ」に登場する架空の怪獣。別名は再生怪獣。
名前は怪物のサラマンダーに由来する。

## 『ウルトラマン80』に登場するサラマンドラ
『ウルトラマン80』第13話「必殺！ フォーメーション・ヤマト」に登場。
地球侵略を狙うゴルゴン星人の手によって操られている宇宙怪獣。体をミクロ化したゴルゴン星人たちが、細胞単位で一体化している。多数の角が放射状に拡がる頭部、五角形の鱗（）状の表皮、熊手状の尾が特徴。ゴルゴン星人たちの手により、後述の喉にある再生器官さえ無事であれば細胞の一片からでも復活できるという、不死身の再生能力を持つ。怪力の持ち主で、武器は口から放つミサイル（ロケット弾）や鼻の一つの穴から吹く摂氏1300度の火炎。全身を覆う頑丈な鱗はUGMの弾丸やレーザーをはね返し、80のサクシウム光線にも耐え、特に頭や皮膚の硬さは350度数を誇るが、喉だけは例外で、ここが弱点になっている。
物語の冒頭で市街地に出現して都市部で暴れ回り、一度はUGMの攻撃で倒されるものの、ゴルゴン星人たちに再生させられる。工場地帯に出現し、口からのミサイル攻撃で防衛軍機を次々と撃墜しながら暴れ回る。80との戦いでは口からのミサイルや鼻からの火炎を防がれてしまうものの、持ち前の皮膚の硬さで徐々に追い込んでいく。しかし、ウルトラ400文キックを頭部に受けて劣勢に転じると、最後は二度と再生できないようにウルトラアイスポットで喉にある再生器官から焼き尽くされ、消滅する。
- デザインは山口修[8]。当初の決定デザインでは頭部の造形が実際のものと違っており、後で頭部のみ別にデザインが書かれた[9][8]。その頭部にあった古代の文様のような体表は造形にも反映されている[8]。
- 『ウルトラ怪獣大百科』では、再生能力に目を付けたゴルゴン星人に利用されたという設定になっている。
- 再生能力の秘密は、ゴルゴン星人がDNAレベルで再生するよう改造を施したためとされている[注釈 2]。また、同書では「宇宙人の侵略兵器」と明記されている[10]。

## 『ウルトラマンメビウス』に登場するサラマンドラ
『ウルトラマンメビウス』第17話「誓いのフォーメーション」、DVD版「ウルトラマンメビウス外伝 アーマードダークネス」に登場。
『ウルトラマン80』に登場したサラマンドラの別個体。GUYSのドキュメントUGMにデータが記録されている。初代はゴルゴン星人の地球侵略の尖兵として現れたが、今回の個体はその際に地球に運び込まれ、保存されていたと思われる個体が覚醒したものである。
上顎の先端から放つ推定1300度の高熱火炎、初代よりも強度が増してメビュームシュートにも耐える表皮など強力な能力を有するが、最大の武器は細胞片からでも短時間で再生可能な生命力であり、四散する瞬間に喉の再生器官から再生を促す酵素を分泌してそれを可能にしているが、その喉が弱点でもある。
ヒカリのナイトビームブレードで倒されるものの再生能力で復活し、GUYSの飛行メカ3機を相手に善戦するが、フォーメーション・ヤマトで喉の再生器官を潰された後、メビウスのメビュームシュートとヒカリのナイトシュートで絶命する。
DVD版『ウルトラマンメビウス外伝 アーマードダークネス』では、再び現れた怪獣の中の1体として別個体が出現。そのほか、『ウルトラマンメビウス外伝 超銀河大戦』などの雑誌展開でも別個体が登場する。
- スーツアクター：岩崎晋弥
- 『大怪獣バトル ULTRA MONSTERS NEO』では、口からの火炎は「サラマニックファイヤー」と表記されている。

## 『ウルトラギャラクシー大怪獣バトル』に登場するサラマンドラ
『ウルトラギャラクシー大怪獣バトル』第10話「予期せぬ再会」に登場。
ノーバやルナチクスと共に、グランケープ補給基地に着陸しようとしたペンドラゴンを襲撃する。その後、ゴモラと死闘を繰り広げるが、突如出現したキングジョーブラック（円盤形態）のペダニウムランチャーの爆撃で粉砕される。
- スーツアクター：岩崎晋弥
- オープニングではエレキングと対決している。

## 『大怪獣バトル ウルトラ銀河伝説 THE MOVIE』に登場するサラマンドラ
映画『大怪獣バトル ウルトラ銀河伝説 THE MOVIE』に登場。
光の国に到着したミライとレイを襲撃し、ドラコ、ベムスターと共にシャプレー星人（RB）に指揮されて3大カプセル怪獣（ウインダム、ミクラス、アギラ）と対決する。主にウインダムと戦うが、レーザーショットによる攻撃で弱点の喉を焼かれて再生不能となった後、その追い撃ちで爆死する。

## その他
- 2010年の円谷プロエイプリルフール企画[21]では、ウルトラマン80に「自分が戦った中で一番強かった怪獣」として挙げられている。
- プロバスケットボールbjリーグと円谷プロダクションのコラボレーション企画として開催された、ウルトラ怪獣を各チームのマスコットキャラクターとしてチームに加える「ウルトラ怪獣ドラフト2010」ではノミネート怪獣として候補に挙がり、高松ファイブアローズよりドラフト指名された[22]。
- 『ウルトラ怪獣擬人化計画 feat.POP』にて擬人化される。